# Gunnar Zilo
Sven Gunnar Zilo, född 9 juli 1885 i Järstorp i Småland, död 4 maj 1958 i Jönköping, var en svensk  målare och tecknare.
Han var son till lantbrukaren Per August Petersson och Emma Kristina Svensson och från 1933 gift med Mia Albertsen. Zilo började måla i 12–13 års ålder och fick sin första egentliga utbildning omkring 1903 av teckningsläraren John Mellander vid Tekniska skolan i Jönköping han fortsatte därefter sina studier för Axel Erdmann och Gunnar Hallström vid Valands målarskola i Göteborg 1910–1913 och vid Bessy Højers målarskola i Köpenhamn 1919–1921. Han vistades i Paris 1921–1922 där han bedrev självstudier vid de olika museerna och tecknade kroki tillsammans med Bror Hjorth, Hilding Linnqvist och Vera Nilsson vid Académie de la Grande Chaumière. Efter Paristiden återvände Zilo till Köpenhamn där han var verksam fram till 1929. Hans första steg på konstnärsbanan var mödosamma och han gjorde inte det lätt för sig själv eftersom han fastnade i sin egen stil med målningar utförda i en naturalistisk stil med inslag av kubism. Tillsammans med Jöel Mila ställde han ut på Stora hotellet i Jönköping 1919 och tillsammans med Gideon Börje på Svensk-franska konstgalleriet 1924 och under Köpenhamnsvistelsen ställde han årligen ut i samlingsutställningarna på Charlottenborg och några gånger i Den Frie Udstilling samt medverkade i samlingsutställningar arrangerade av Norra Smålands konstförening och Södra Vätterbygdens konstförening. Separat ställde han bland annat ut på Galerie Moderne i Stockholm och Galleri Vinkel i Köpenhamn. I Jönköping anordnade Mäster Gudmunds gille en stor Zilo utställning 1935 och en stor minnesutställning med hans konst visades 1960 på länsmuseet i Jönköping och i samband med Smålandssalongen 1965 visades en minneskollektion i Värnamo. Bland hans offentliga arbeten märks oljemålningen Färjestället i Jönköpings rådhus och målningen Nedtagningen från korset för Ljungarums församling. Han var 1940 en av initiativtagare till bildandet av föreningen Södra Vätterbygdens konstnärer.
Hans konst består av stilleben, porträtt, nakenstudier och kosmiska kompositionen. Zilo är representerad vid Moderna museet, Kalmar konstmuseum, Hallands Konstmuseum,  Jönköpings läns museum, Arkivet för dekorativ konst i Lund, Jönköpings kommun och Huskvarna kommun och i ett flertal svenska och danska privatsamlingar. Hans sista stora konstverk hette Universum.
Gunnar gifte sig först med en dotter till målarprofessorn Julius Paulsen och senare med den danska som skulle bli hans trofasta livsledsagarinna, Mia Zilo född Albrektsen.
Målningar av Zilo finns i bland annat Järstorps kyrka och Ljungarums kyrka. I Järstorps kyrka finns Uppståndelsen målad 1958 och i Ljungarums kyrka finns Jesu nedtagande från korset från 1935.
Wettershus har funnits som retreatgård sedan 1966. Den leds av en ekumenisk stiftelse med representanter från de flera kyrkor och samfund. Gården byggdes från början av konstnären Gunnar Zilo som sommarbostad och ateljé. Mycket av den ursprungliga konstnärsmiljön har bevarats.